# Коксу (приток Чаткала)
Коксу́ (узб. Ko‘ksuv, Кўксув — «синяя вода») — горная река в Ташкентской области Узбекистана, впадающая в Чарвакское водохранилище у посёлка Бурчмулла. До образования Чарвакского водохранилища река являлась правым притоком реки Чаткал (бассейн Сырдарьи). Высота устья — 870 м над уровнем моря.

## Описание

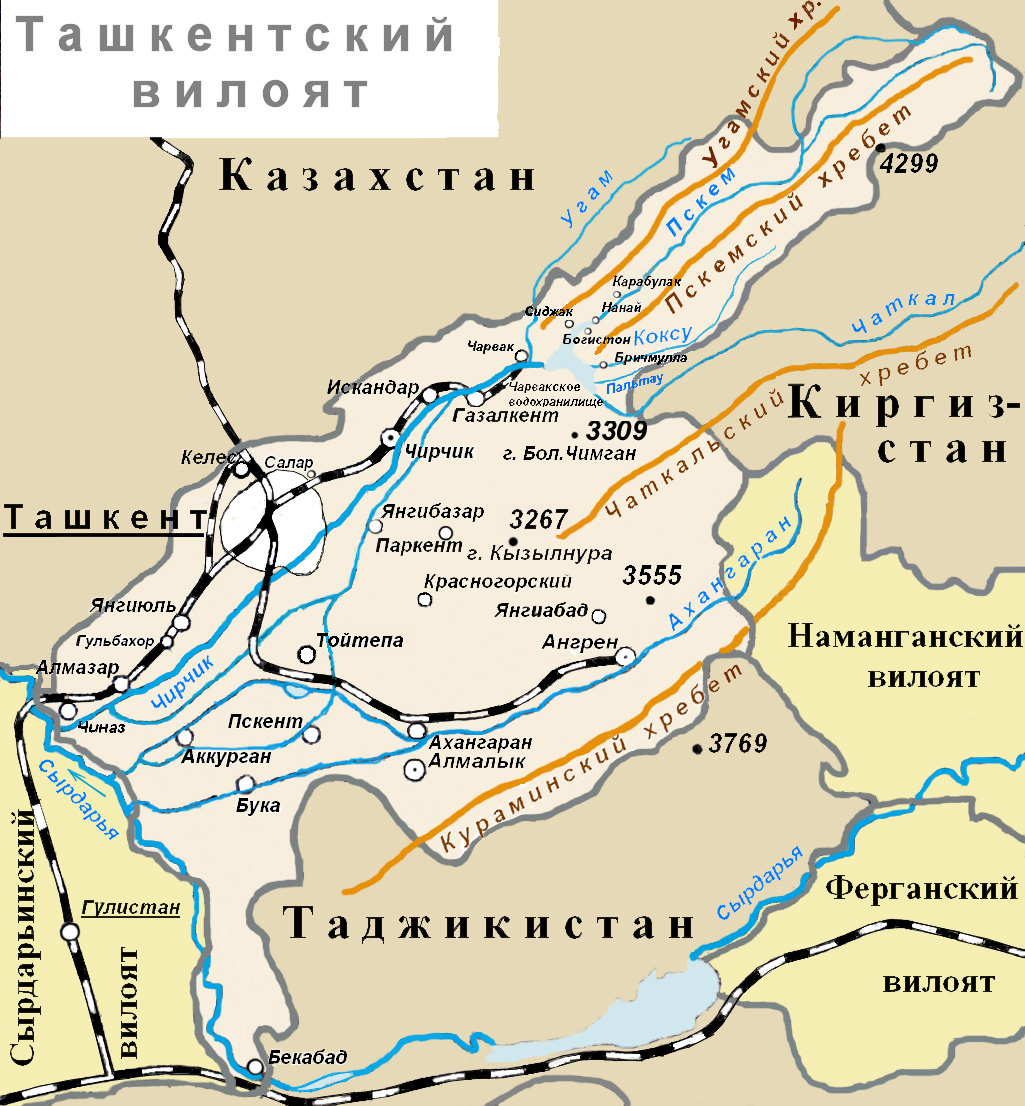
Коксу на карте Ташкентского вилоята

Длина реки Коксу — около 60 километров. Истоки реки лежат на южных склонах Пскемского хребта у групп ледников и снежников у вершин Тавалган, Коксубоши на высотах до 3800 метров. Площадь водосбора — 398 квадратных километров.

«Щель» на реке Коксу

Долина реки с северо-запада ограничена Псекемским хребтом, с юго-востока — Коксуйским хребтом. Ущелье, в котором протекает река, очень глубокое. Около устья реки располагается старая дорога, ведущая к закрытым рудникам, далее по ущелью реки дорог нет, только пешеходные тропы. Тропа вдоль Коксу часто набирает и сбрасывает высоту, периодически проходя по оврингам. Во время половодья некоторые участки тропы затапливаются. В верхней части ущелья, река больше чем наполовину практически непроходимы вдоль русла, так как склоны образующих его хребтов, которые обращены к реке, чрезвычайно круты и скалисты, а часто и почти отвесны. Река проходит по территории Узбекистана на всём своём течении, однако в некоторых местах вплотную приближается к границе Киргизии. Основные притоки Коксу впадают справа: Айрык, Минджилка, Замбат, Корумтор, Тактор, Захтан и Устарасай. На расстоянии 6 — 7 км от устья в Коксу впадает правый приток — Чаватасай, возле устья которого расположена удобная полянка для ночлега. Около Чаватасая расположен пограничный пост, путь выше по течению Коксу возможен только по разрешениям. Левобережье Коксу бедно притоками, наиболее крупный из которых — Себак. Большинство левобережных притоков Коксу летом пересыхают.
Долина реки в своей нижней части на протяжении около 30 км имеет расширенные до полукилометра участки, сменяющиеся узкими горными теснинами. Долина в некоторых местах перегорожена каменными завалами, которые образуют озёра

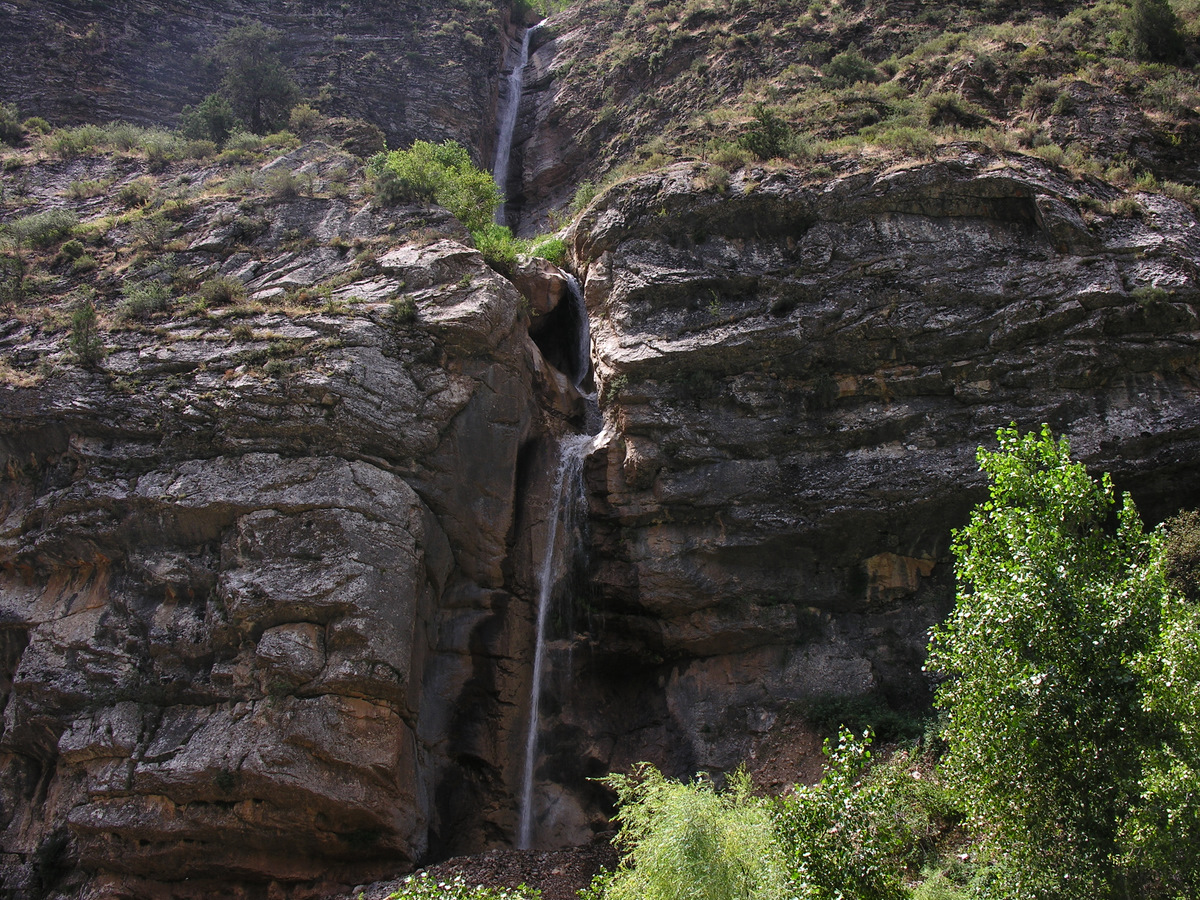
Водопад на левобережье Коксу выше «щели»

В долине Коксу растут березовые рощи, перемежаемые рощами тополей, встречаются заросли боярышника и дикой алычи. Выше слияния с Чавата-саем расположена роща акаций, это культурные насаждения.
На расстоянии около 18 — 20 км от устья долина реки расширяется и около реки расположена берёзовая роща, а сразу за ней выше по течению река зажата отвесными скалами, имеющих высоту до 25 метров, которые образуют каньон шириной около 3-4 метров, длиной 20-25 метров и глубиной порядка 6-7 метров, сквозь который протекает река Коксу. Это живописное место, любимое туристами, называется «щель». Выше «щели» русло реки расширяется, и её можно перейти вброд.
На расстоянии около 22 — 23 км от устья в Коксу справа впадает довольно крупная река Мингджилка, которая начинается у группы ледников расположенных на Пскемском хребте. Через Мингджилку переброшен самодельный мостик.
На расстоянии 30 км от устья Коксу в неё впадает правый приток — река Айрык, и здесь располагается одноименное урочище. Здесь растут берёзы, тополя и тал. В нескольких километрах от этого места вверх по реке Айрык находится озеро Кичкинекуль, также называемое «Голубое озеро», образованное плотиной из завала горной породы. Напротив впадения Айрыка в Коксу расположен перевал Алям, через который проходил знаменитый в советское время туристический маршрут — Алямское кольцо. Первая половина пути шла по реке Коксу проходила через перевал, а затем уже спуск и продвижение по территории Киргизии вдоль реки Чаткал до места её впадения в Чарвакское водохранилище. В настоящее время этот маршрут не существует в виду расположения Алямского перевала прямо на границе соседних республик.
Выше впадения Айрыка располагаются высокогорные озёра, некогда здесь было 3 горных озера, на данный момент осталось два: Нижнее Сарыкамское (Коксуйское) и
Верхнее Сарыкамское (Коксуйское), одни из самых редко посещаемых туристами озёр.
Нижнее Коксуйское доступно для туристов снизу, от Айрыка, с частыми переправа вброд по реке, либо сверху через проход в скальном гребне перевала Озёрный. Высота над уровнем моря, около 1750 м, максимальная длина — около 0,37 км, средняя ширина — 0,06 км, данных о глубине нет.
Вехнее Коксуйское озеро довольно крупное, высота над уровнем моря, около 2000 м, максимальная длина — около 1 км, средняя ширина — 0,150 км, данных о глубине нет. Доступно при заходе от истока через Ихнач, и перевал Коксу-Боши. Проход по берегу озера сложный и опасный — совершается редко.
Долина реки Коксу является излюбленным место туристов и любителей летнего отдыха в горах..